# Кузьмоловський
Кузьмоловський (рос. Кузьмоловский) — міське селище у Всеволожському районі Ленінградської області Російської Федерації.
Населення становить 10 653 осіб. Належить до муніципального утворення Кузьмоловське міське поселення.

## Історія

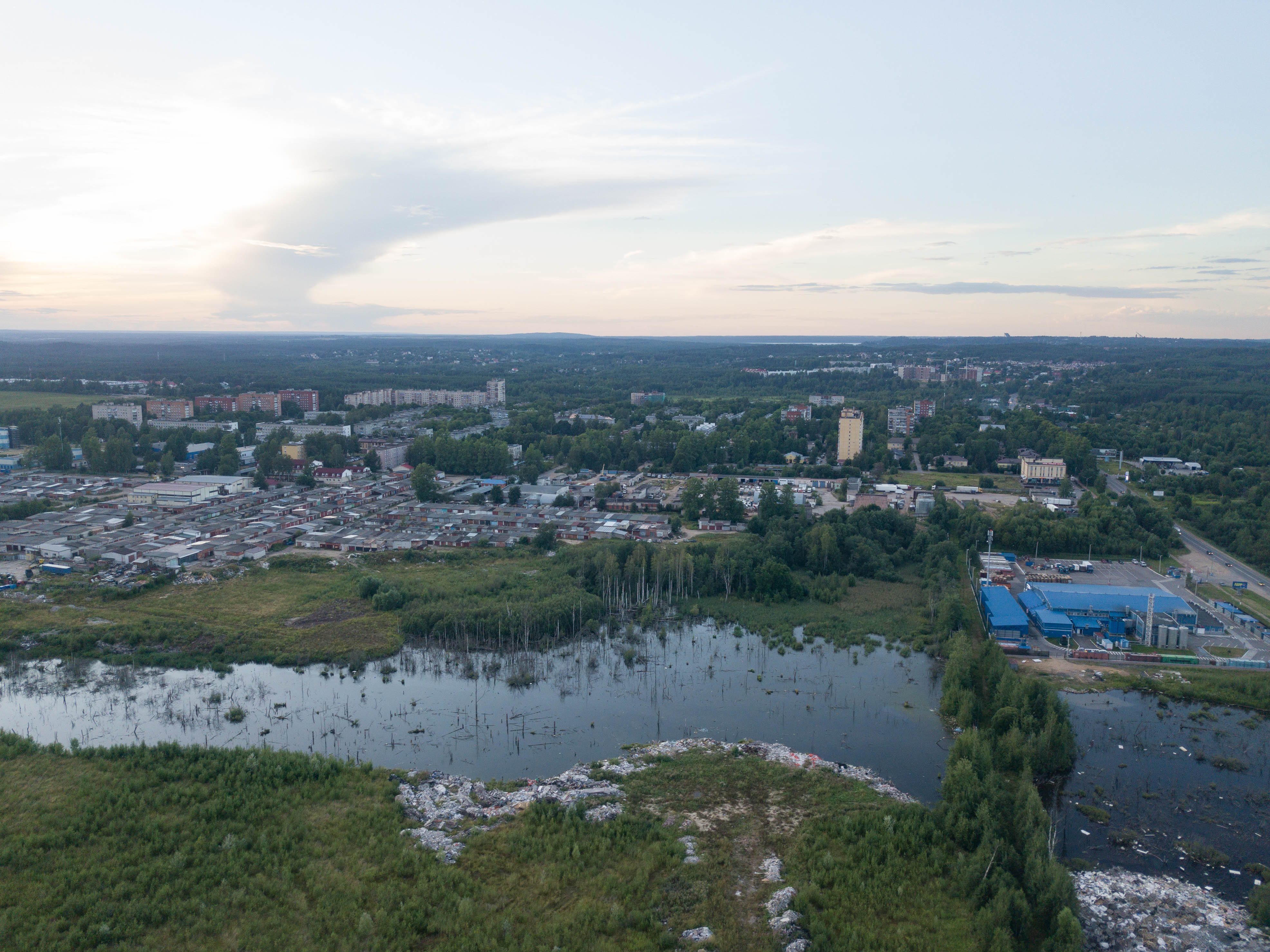
Кузьмоловський, фото з дрона

Від 1 серпня 1927 року належить до Ленінградської області.

## Населення
| 1970    | 1979    | 1989    | 1997    | 2002    | 2006    | 2009    |
| ------- | ------- | ------- | ------- | ------- | ------- | ------- |
| 6970    | ↗10 268 | ↗10 435 | ↘10 100 | ↘9725   | ↘9200   | ↘9033   |
| 2010    | 2012    | 2013    | 2014    | 2015    | 2016    | 2017    |
| ↗9689   | ↗9791   | ↗9885   | ↗10 081 | ↗10 098 | ↘10 018 | ↗10 135 |
| 2018    | 2019    | 2020    |         |         |         |         |
| ↗10 266 | ↗10 538 | ↗10 653 |         |         |         |         |